# F-Secure Anti-Virus
F-Secure Anti-Virus — антивирусная программа финской компании F-Secure. Антивирус сочетает в себе как сигнатурное обнаружение с помощью ядра Avira (BitDefender до 1 февраля 2019 года), так и собственные разработки компании, нацеленные на обнаружение неизвестных вирусов. До версии 2010 года использовалось ядро от Лаборатории Касперского.

## Функциональность

Гаджет

- Защита от вирусов, червей и другого вредоносного ПО[3].
- DeepGuard — защита от неизвестных вирусов.
- F-Secure Anti-Virus выводит на экран гаджет, сообщающий о текущем состоянии защиты.

## Распространение
В 2010—2011 годах на территории России распространялся под названием «Стрим. Антивирус» и выступал как брендированный продукт провайдера «Стрим». Средняя цена за месяц подписки составляла 105 рублей. В 2011—2013 годах продавался под названием «МТС Антивирус». В 2013 году появилась русскоязычные версии продуктов F-Secure, которые можно приобрести на официальном сайте производителя.